# MTV Europe Music Awards
MTV Europe Music Awards (рус. Европейские музыкальные награды MTV) — ежегодная церемония вручения музыкальных наград, основанная телеканалом MTV Европа в 1994 году. Каждый год церемония проходит в одном из крупных европейских городов.

## Голосование и номинации
Победители EMA определяются интернет-голосованием на сайте премии.

У каждого европейского отделения MTV есть свой сайт EMA на котором проводится голосование.
| - Лучшая песня - Лучшее видео - Лучшая исполнительница - Лучший исполнитель - Лучший новый артист - Лучший поп-артист - Лучший рок-артист - Лучший альтернативный артист - Лучший хип-хоп/рэп артист - Лучшее живое выступление - Лучший артист MTV Push - Лучшее выступление в рамках «MTV World Stage» - Лучший европейский артист - Легенда | - Лучший британский/ирландский новый артист - Лучший немецкий артист - Лучший датский артист - Лучший финский артист - Лучший норвежский артист - Лучший шведский артист - Лучший итальянский артист - Лучший голландский/бельгийский артист - Лучший французский артист - Лучший польский артист - Лучший испанский артист - Лучший корейский артист - Лучший российский артист - Лучший румынский артист - Лучший португальский артист - Лучший адриатический артист - Лучший арабский артист - Лучший венгерский артист - Лучший украинский артист - Лучший греческий артист - Лучший израильский артист - Лучший швейцарский артист - Лучший чешский/словацкий артист | - Лучшая группа - Лучший танцевальный исполнитель - Лучший городской артист - Лучший R&B артист - Лучшая Hard Rock группа - Лучший альбом - Интернет - Лучший Cover - Лучший международный артист - Лучший скандинавский артист - Лучший балтийский артист - Лучший турецкий артист - Лучший африканский артист |

### Артисты, получившие наибольшее количество наград MTV EMA
| Исполнитель   | Кол-во наград |
| ------------- | ------------- |
| Джастин Бибер | 22            |
| Тейлор Свифт  | 15            |
| Эминем        | 14            |
| BTS           | 14            |
| Леди Гага     | 12            |
| Ники Минаж    | 12            |
| One Direction | 12            |
| Шон Мендес    | 11            |
| Linkin Park   | 10            |

### 1990-е
1994: Первая церемония вручения премии MTV Europe Music Awards состоялась 24 ноября 1994 года в Берлине, спустя 5 лет после падения Берлинской стены. Джордж Майкл исполнил «Jesus to a Child» и «Freedom» в окружении известных топ-моделей (в том числе Наоми Кэмбелл), солист U2 Боно получил награду Free You Mind от имени организации «Amnesty Internationl»
1995: Испытания ядерного оружия французами в южной части Тихом океане получили большое внимание на церемонии в 1995 году в Париже. Солист Bon Jovi Джон Бон Джови, получая награду за лучший рок-проект, сказал: «Единственный наш враг — это невежество. Мир всем! Давайте остановим все эти ядерные испытания». Боно выступил с такой речью во время получения награды за лучшую группу: «Какой город! Какая ночь! Какая толпа! Какая бомба! Какая ошибка! Какой идиот ваш президент!», ссылаясь на ядерные испытания. Гринпис, экологическая группа, которая устраивала креативные и противоречивые протесты вокруг полигона на атолле Муруроа, получила специальную награду Free Your Mind за свою кампании против подземных ядерных взрывов. «Прекратите злоупотребление землёй», призвала Мадонна в видеролике перед вручением награды для Гринпис, которую получила французский дизайнер Agnes B.
1996: Во время своего выступления на церемонии в 1996 году в Лондоне группа Metallica сыграли песни «Last Caress» и «So What?» вместо запланированной по сценарию «King Nothing». В то время, как организаторы церемонии запретили группе использовать ненормативную лексику во время живого выступления в прямом эфире . Песня «So What?» известна большим количеством ненормативной лексики и даже содержит отсылы к зоофилии, а в песне «Last Caress» есть призывы к насилию и убийству. В результате и выступление группы и все упоминания о ней были вырезаны из телевизионной версии церемонии. Британская рок-группа Oasis получили 2 награды тем вечером (лучшая песня «Wonderwall» и лучшая группа).
1997: Отрыли церемонию 1997 года в Роттердаме группа U2, появившись на сцене в боксёрских халатах. Триумфаторами в том году стали британские электронщики The Prodigy получив три награды за лучший клип «Breathe», лучший танцевальный проект и лучший альтернативный проект. Spice Girls стали первым гёрлз-бэндом, выступившим на церемонии.
1998: С этого года к общему числу номинаций добавили ещё 6. Открыли церемонию группа Faithless, исполнив «God is a DJ». Впервые на церемонии выступила Мадонна с песней «Power of goodbye». Главными победителями вечера стали группа Spice Girls и Мадонна, собрав по 2 награды. Мелани Си и Эмма Бантон получали награды за лучшую группу и лучший поп-проект от лица группы. Получая награду «Спорти спайс» закричала «Мы снова эта сделали!». «И большой привет от остальных двух солисток группы» — она добавила, имея в виду Викторию Бекхэм и Мел Би, которые были на тот момент беременны и не смогли посетить церемонию в Милане. Группа The Prodigy получили награду за лучший танцевальный проект, но по словам фронтмена группы Лиэма Хоулетта, в том году они не сделали ничего, чтобы заслужить эту награду. Приз Free Your Mind, вручаемый организациям, занимающимися правами человека, достался сербской радиостанции B92 в Белграде.
1999: Бритни Спирс стала триумфатором церемонии в Дублине, собрав 4 приза — лучшая исполнительница, лучший поп-проект, лучший новый артист, лучшая песня «… Baby One More Time». Она также выступила на церемонии с попурри из своих хитов «(You drive me) Crazy» и «… Baby One More Time». Две награды унесли с собой участники группы Boyzone (лучший британский проект, лучший альбом «By request»). Также призы получили: Backstreet Boys (лучший группа), Fatboy Slim (Лучший танцевальный проект), Eminem (лучший хип-хоп проект), The Offspring (лучший рок проект), Уитни Хьюстон (лучший R’n’B проект), Уилл Смитт (лучший исполнитель). Лучшим видео был признан клип группы Blur «Coffee & TV». Награду Free Your Mind получил Боно за свою миротворческую деятельность. Среди выступающих в тот вечер были: Puff Daddy, исполнивший «My best friend» в сопровождении госпел хора; Игги Поп, который прыгнул в толпу фанатов во время исполнения его хита «Lust for life»; Уитни Хьюстон выступила с песнями «Get it back» и «My love is your love»; Мэрайа Кэри исполнила свой суперхит «Heartbreaker»; Мэрлин Мэнсон закрыл шоу, исполнив хит «Rock is dead» в грязи и одних стрингах.

### 2000-е
2000: Ведущим церемонии в Стокгольме был бывший участник группы The Fugees Wyclef Jean, который сменил за вечер сразу несколько нарядов. Наиболее запоминающимся стало его появление в одних трусах, после прыжка в толпу, которая разорвала его красный кожаный костюм. На церемонии состоялось последнее на тот момент выступление группы Spice Girls до их официального разрыва. Самым эффектным появлением стало появление Дженнифер Лопес, которая приземлилась на сцену на самолёте. Тогда на сцене состоялась мировая премьера её суперхита «Love don’t cost a thing» с альбома «J.Lo». Мадонна во время исполнения композиции «Music» отдала дань уважения ещё одной выступающей в тот вечер артистке — Kylie MInogue, надев майку с надписью KYLIE. Впервые на церемонии появился британский комедийный актёр Саша Барон Коэн в образе MC Али Джи. Политические моменты также присутствовали на церемонии, так солист Backstereet Boys Ник Картер (во время получения приза за лучшую группу) выступил против пересчёта голосов на президентских выборах в США. Награду за лучшую песню получил Робби Уильямс за песню «Rock DJ», но во время благодарственной речи он сказал следующее: «Не хочу сказать ничего плохого, о тех, кто голосовал за мою песню, но мне кажется, что она ужасная и глупая». Также напоминаю о своих корнях (он родился в городе Сток-он-Трент), Робби сказал: «В детстве я мечтал стать поп-звездой и хочу сказать большой спасибо MTV за мои три особняка, пять машин и мою девушку супермодель».
2001: Церемония этого года стала первым развлекательным тв-шоу после трагических событий 11 сентября в США. Виртуальный проект Gorillaz одержал победу в двух номинациях — лучшая песня «Clint Eastwood» и лучший танцевальный проект. Во время благодарственной речи один из создателей проекта Дэймон Албарн, который вышел в майке с логотипом компании за ядерное разоружение, в ответ на недавнее вторжение в Афганистан сказал: «К чёрту музыку! Слушайте! Видите этот символ на моей футболке? Бомбить одну из самых бедных стран в мире — это неправильно. У каждого из вас есть голос. И вы должны его использовать!». Солист группы Limp Bizkit (которая, кстати, стала главным триумфатором церемонии, получив три награды) выступил в тот вечер с участником группы Puddle of Mudd Весом Скантлином и с рок-легендой Джимми Пейджем, исполнив песню «Thank you». Кайли Миноуг открыла церемонию во Франкфурте одним из самых своих больших хитов «Can’t get you out of my head». Впервые с церемонии этого года стали вручать региональную награду лучшему российскому исполнителю. Первой победительницей стала певица Алсу.
2002: Одним из запоминающихся моментов церемонии в Барселоне стало предложение, сделанное ведущим вечера рэпером P.Diddy. Он пообещал, что подарит шикарное кольцо первой девушке, которая разденется прямо на сцене. В итоге одна из фанаток сделала это и получила кольцо. Когда на сцену поднялся Moby получать награду за лучший web-сайт, он пожелал всего хорошего Эминему (который стал главным победителем вечера, забрав три награды), показав тем самым, что не держит на него зла после его высказываний на церемонии MTV Video Music Awards 2002. На церемонии выступили: Кристина Агилера с песней «Dirrty», Bon Jovi с «Everyday», Уитни Хьюстон исполнила «Feel» и впервые «Whatchulookinat». Энрике Иглесиас исполнил акустическую версию «Maybe» и рок-версию суперхита «Love to see you cry», замиксовав его с песней Billy Idol «White wedding».
2003: Ведущая церемонии в Эдинбурге Кристина Агилера отказалась пройтись по ковровой дорожке, если ведущей на ней будет Келли Осборн. Келли отреагировала на это назвав музыку Кристины «хернёй», а её саму «коровой». Позже во время церемонии был показан юмористический скетч, в котором Агилера кидает дротики в доску с изображением Келли. Келли же, выйдя на сцену вручать одну из наград, заметила: «Если Кристине после всех её достижений и наград остаётся только метать дротики в мой портрет, то, должно быть, она очень грустная и несчастная персона. А я отнеслась к этому как к отличному комплименту». На что Кристина позже язвительным тоном отметила: «Умеешь нападать, умей и получать». Больше всего наград в тот вечер досталось Джастину Тимберлейку. Он стал лучшим исполнителем, лучшим поп-исполнителем и получил приз за альбом «Justified». Также Джастин присоединился к выступление группы The Black Eyed Peas, которые исполняли свой первый главный хит «Where is the love?». Во время исполнения группой Travis песни «The Beautiful Occupation» на сцене маршировала толпа обнажённых людей, прикрывающих свою наготу только табличками; в конце песни они их подняли. Впервые на церемонии выступила Бейонсе. Вместе с Шоном Полом они исполнили хит «Baby boy».
2004: Основной темой этого года стали автогонки, ведущим, соответственно, стал хип-хоп исполнитель и ведущий одной из самых популярных программ на MTV — «Тачка на прокачку!» — Xzibit. Американский дуэт OutKast стали главными победителями церемонии в Риме. 3 приза — лучшая группа, лучший клип и лучшая песня «Hey ya!». По два приза получили Ашер и группа Muse. Вечер запомнится многими выступлениями, в том числе выступлением Анастейши у Колизея, первым сольным выступлением солистки No Doubt Гвен Стефани, которая воссоздала на сцене фрагменты сказки «Алиса в стране чудес» во время исполнения сингла «What you waiting for?».
2005: Мадонна открыла шоу, появившись из огромного диско-шара, исполнив свой суперхит «Hung up». Ведущей вечера в Лиссабоне, Саша Барон Коэн в образе уроженца Казахстана Бората, приветствовал зрителей таким образом: «Добро пожаловать на конкурс популярной песни „Евровидение“ 2005!». И обратился к Мадонне: «Это был очень смелый поступок MTV начать церемонию с выступления настоящего трансвестита». Виртуальный коллектив Gorillaz (Лучшая группа того года) выступили на сцене в виде голограммы. Впервые на церемонии EMA выступила латиноамериканская артистка. Это была лучшая исполнительница 2005 Шакира. Приз лучшему исполнителю, Робби Уильямсу, вручили солистки группы t.A.T.u. По две награды получили американские рокеры Green Day (лучший рок-проект, лучший альбом «American Idiot») и британцы Coldplay (лучший британский артист и лучшая песня «Speed of sound»).
2006: 13-ю церемонию MTV EMA вёл Джастин Тимберлейк, который получил две награды в тот вечер (лучший исполнитель, лучший поп-проект). Джастин тогда пошутил, что победил лишь потому что согласился вести церемонию в Копенгагене. Группа Depeche Mode, существующая с 1980 года, выступая с речью во время получения награды за лучшую группу, заметили: «Большое спасибо фанатам и большое спасибо MTV, которое крутит наши клипы уже 25 лет». Несмотря на победу Канье Уеста в номинации лучший хип-хоп проект, он, видимо, был так расстроен, что ворвался на сцену во время того, как группа Justice получили приз за лучшее видео «We Are Your Friedns». В своей тираде, изобилующей ненормативной лексикой, Канье сказал, что он должен был взять приз за своё видео «Touch The Sky», ведь «оно стоит миллион долларов, там снялась Памела Андерсон, я прыгал через каньон». «Если я не победил, то церемонию утратила своё доверие», подытожил он. Саша Барон Коэн вновь в образе Бората опять подтрунивал над Мадонной, которая тогда пыталась усыновить африканского ребёнка: «Единственное, по поводу чего я переживаю, это что это поющий трансвестит не будет хорошим отцом для ребёнка».
2007: Открыли шоу в Мюнхене группа Foo Fighters, солист которой Дэйв Грол был соведущим Снуп Дога и работал в VIP-зоне «Гламурная яма», где в прямом эфире во время церемонии беседовал со звёздами. На церемонии состоялось первое и, к сожалению, последнее выступление английской сенсации Эми Уайнхаус (которая победила в новой номинации «Выбор артистов»), немецкие любимцы подростков Tokio Hotel исполнили свой хит «Monsoon» под дожём, дуэтом выступили участники The Black Eyed Peas will.i.am и The Pussycat Dolls Николь Шерзингер, исполнив «Baby love». Пит Доэрти удивил всех своих критиков, пробыв в хорошей форме всю церемонию и выступив со своей группой Babyshambels. Ряд изменений произошли в списки номинаций. Так многие привычные номинации поменяли своё название, например, — лучшая песня — самая привязчивая песня (Аврил Лавин «Girlfriend»), лучшее видео — Видео звезда (Justice «D.A.N.C.E.»).
2008: На шоу в Ливерпуле британский исполнитель танцевальной музыки 1980-х годов Рик Эстли получил приз в новой номинации «Лучший артист всех времён». Сэр Пол Маккартни был награждён специальной наградой «Абсолютная легенда», которую вручил ему Боно с такой речью: «Эти награды MTV, конечно очень крутые и гламурные, но я хочу сказать вам вот что: все мы артисты в этом зале понимаем, что когда-то уйдём и рано или поздно всё забудется. Но есть один человек в этом зале, который будет вечно, творчество которого бессмертно. Только один. Сэр Пол Маккартни». Получая награду Маккартни смущаясь сказал, что даже и не знает, что сказать после такого представления. Артист поблагодарил друзей, семью и его парней Ринго, Джона и Джорджа. «Много лет назад четверо маленьких мальчиков родились здесь, в Ливерпуле. И по-моему у нас пошло всё неплохо.» Также добавил: «Что же, спасибо, как я уже сказал, друзьям, семье, всем, кто пришёл сюда, всем в Ливерпуле, всем в Великобритании, всем в Америке — за то, что проголосовали за мистера Обаму. Я люблю вас». Главным победителем вечера стала Бритни Спирс, которая стала лучшим артистом и выпустила лучший альбом «Blackout». Певица не смогла быть на шоу и поблагодарила своих европейских фанатов через видеообращение. В шоу было много моментов, посвящённых недавно избранному президенту США Бараку Обаме. В конце исполнения песни «American boy» (Kanye West и Estelle) на экране за ними появилось огромный портрет нового президента. Участники группы Thirty Seconds to Mars (лучший рок, лучшее видео «A beautiful lie») пришли на церемонию в майках с изображением Обамы. Солист Джаред Лето попросил толпу поприветствовать нового президента-демократа США, на что ведущая вечера Кэти Перри заметила: «Может, Европа снова нас полюбит». Ведущая была незабываема в тот вечер, сменив 12 нарядов. Она открыла шоу, появившись на огромной губной помаде, исполнив «I Kissed a girl» и забрала приз в номинации прорыв года.
2009: Ведущий вечера в Берлине вновь стала Кэти Перри, которая открыла шоу, исполнив попурри из песен-номинантов в категории лучшая песня — «Use Somebody» Kings Of Leon, «Poker Face» Lady Gaga, «I Gotta Feeling» The Black Eyed Peas, «When Love Takes Over» David Guetta/Kelly Rowlnad, «Halo» Beyonce (победитель). Группа Jonas Brothers отдали дань памяти скончавшемуся в 2009 году Майклу Джексону, выступив возле Бранденбургских ворот. Ник Джонас начал выступление так: «В этом году мы потеряли величайшего артиста. Мы с MTV хотим почтить память настоящего короля поп-музыки Майкла Джексона. Его непревзойдённый талант изменил весь музыкальный ландшафт и оказал влияние на всех артистов от мала до велика». Там же закрывали шоу группа U2 и Jay-Z. Главной звездой вечера стала Бейонсе, получившая 3 награды (песня «Halo», видео «Singel Ladies (Put A Ring On It)», исполнительница) и поразившая всех своим откровенным выступлением с песней «Sweet Dreams». Награду «Free Your Mind» получил первый президент СССР Михаил Горбачёв за важную роль в падении Берлинской стены, двадцатилетие которого отмечали в том году.

### 2010-е
2010: Леди Гага стала главной звездой церемонии в Мадриде. Она победила в номинациях: лучшая песня «Bad Romance», лучший поп проект и лучшая исполнительница. Сама Гага на церемонии присутствовать не смогла, так как находилась в туре The Monster Ball Tour и получала награды в режиме онлайн на концерте в Будапеште. Ведущей тогда была американская актриса и модель Ева Лонгория, которая сменила 13 нарядов во время церемонии, самым эпатажным стал выход Евы в костюме испанского хамона. Открыли пре-шоу группа Thirty Seconds to Mars и присоединившийся к ним Канье Уест, которые выступили возле ворот Алькала в центре Мадрида. Лучшим новым артистом стала американская певица Кеша, которая произнесла со сцены: «Надеюсь, я вдохновляю вас на то, чтобы показать средний палец всем циникам и быть самими собой». Кэти Перри получила приз за лучшее видео «California Gurls» и пришла на церемонию со своим новоиспеченным мужем английским актёром Расселом Брэндом. Это было их первое появление на публике в качестве супружеской пары. Группа Bon Jovi получила первую награду Глобальная Икона и представили новый сингл «What do you got» и исполнили свои величайшие хиты «You Give Love a Bad Name» и «It’s My Life». Награду Free Your Mind получила Шакира за свою гуманитарную деятельность по помощи обездоленным детям получать лучшее образование. Также на церемонии выступили: Рианна, Шакира, Майли Сайрус, Кэти Перри, B.o.B, Хэйли Уильямс, Linkin Park и другие.
2011: Церемонию в Белфасте провела актриса и певица Селена Гомез. Больше всего наград унесла вновь Леди Гага — лучшие фанаты, лучшая исполнительница, лучшая песня и клип «Born this way». Открыли церемонию Coldplay, исполнив новый хит «Every teardrop is a waterfall». Кэти Перри вручила награду Глобальная икона группе Queen, которые закрыли церемонию c Адамом Ламбертом, исполнив главные хиты «We are the champions», «The show must go on», «We will rock you». По две награды за вечер забрали Thirty Seconds to Mars, Бруно Марс и Джастин Бибер.
2012: В пятый раз церемония прошла в Германии. И во второй раз во Франкфурте. Ведущий вечера стала супермодель Хайди Клум. По три награды одержали тогда Тейлор Свифт, Джастин Бибер и группа One Direction. Награду Глобальна икона посмертно вручили Уитни Хьюстон. Впервые за свои истории на церемонии выступила группа No Doubt. Также на церемонии выступил южно-корейский исполнитель PSY с супер-хитом «Gangnam style», за который он также получил награду «Лучший клип».

### 2020-е
2023: Церемония 2023 года должна была пройти 5 ноября в Париже, но была отменена из-за начавшейся войны между Израилем и ХАМАС. 13 октября в городе Аррас на севере Франции произошло нападение на школу, в результате которого погиб учитель. В стране были усилены меры безопасности. В Paramount Global заявили, что сейчас не время для музыкального праздника. Имена победителей были опубликованы на сайте премии в день отменённого концерта.

## Города, принимавшие MTV Europe Music Awards
| Год  | Город              | Место                                  | Вторая площадка                 | Ведущий                    | Дата            |
| ---- | ------------------ | -------------------------------------- | ------------------------------- | -------------------------- | --------------- |
| 1994 | Берлин             | Бранденбургские ворота                 | [ 14 ]                          | Том Джонс                  | 24 ноября 1994  |
| 1995 | Париж              | Le Zénith                              |                                 | Жан-Поль Готье             | 23 ноября 1995  |
| 1996 | Лондон             | Alexandra Palace                       | [ 15 ]                          | Робби Уильямс              | 14 ноября 1996  |
| 1997 | Роттердам          | Ahoy Rotterdam                         |                                 | Ронан Китинг               | 6 ноября 1997   |
| 1998 | Милан              | Fila Forum                             |                                 | Дженни МакКарти            | 12 ноября 1998  |
| 1999 | Дублин             | Point Depot                            |                                 | Ронан Китинг               | 11 ноября 1999  |
| 2000 | Стокгольм          | Stockholm Globe Arena                  |                                 | Вайклеф Жан                | 16 ноября 2000  |
| 2001 | Франкфурт-на-Майне | Festhalle Frankfurt                    |                                 | Саша Барон Коэн, как Ali G | 8 ноября 2001   |
| 2002 | Барселона          | Palau Sant Jordi                       | Magic Fountain of Montjuïc      | Паф Дэдди                  | 14 ноября 2002  |
| 2003 | Эдинбург           | Ocean Terminal                         | Princes Street Gardens          | Кристина Агилера           | 6 ноября 2003   |
| 2004 | Рим                | Tor di Valle                           | Колизей                         | Xzibit                     | 18 ноября 2004  |
| 2005 | Лиссабон           | Pavilhão Atlântico                     |                                 | Саша Барон Коэн, как Borat | 3 ноября 2005   |
| 2006 | Копенгаген         | Bella Center                           | Rådhuspladsen                   | Джастин Тимберлейк         | 2 ноября 2006   |
| 2007 | Мюнхен             | München Olympiahalle                   |                                 | Снуп Догг                  | 1 ноября 2007   |
| 2008 | Ливерпуль          | Liverpool Echo Arena                   |                                 | Кэти Перри и Джаред Лето   | 6 ноября 2008   |
| 2009 | Берлин             | O2 World                               | Бранденбургские ворота          | Gorillaz                   | 5 ноября 2009   |
| 2010 | Мадрид             | Caja Mágica                            | Puerta de Alcalá                | Ева Лонгория               | 7 ноября 2010   |
| 2011 | Белфаст            | Odyssey Arena                          | Belfast City Hall и Ulster Hall | Селена Гомес               | 6 ноября 2011   |
| 2012 | Франкфурт-на-Майне | Festhalle Frankfurt                    | Рёмер                           | Хайди Клум                 | 11 ноября 2012  |
| 2013 | Амстердам          | Ziggo Dome                             |                                 | Redfoo                     | 10 ноября 2013  |
| 2014 | Глазго             | The SSE Hydro                          |                                 | Ники Минаж                 | 9 ноября 2014   |
| 2015 | Милан              | Mediolanum Forum                       | Площадь Дуомо                   | Эд Ширан и Руби Роуз       | 25 октября 2015 |
| 2016 | Роттердам          | Ahoy Rotterdam                         |                                 | Биби Рекса                 | 6 ноября 2016   |
| 2017 | Лондон             | SSE Arena, Wembley                     |                                 | Рита Ора                   | 12 ноября 2017  |
| 2018 | Бильбао            | Bizkaia Arena                          |                                 | Хейли Стайнфелд            | 4 ноября 2018   |
| 2019 | Севилья            | FIBES Conference and Exhibition Centre |                                 | Бекки Джи                  | 3 ноября 2019   |
| 2020 | Лондон             | Breakfast Television Centre            |                                 | Little Mix                 | 8 ноября 2020   |
| 2021 | Будапешт           | Papp László Budapest Sportaréna        |                                 | Saweetie                   | 14 ноября 2021  |
| 2022 | Дюссельдорф        | PSD Bank Dome                          |                                 | Рита Ора и Тайка Вайтити   | 13 ноября 2022  |
| 2023 | Париж              | Parc des Expositions de Villepinte     |                                 | Церемония не состоялась    | 5 ноября 2023   |
| 2024 | Манчестер          | Co-op Live                             |                                 | Рита Ора                   | 10 ноября 2024  |

## 1994
- Лучший исполнитель: Брайан Адамс
- Лучшая исполнительница: Мэрайя Кэри
- Лучшая группа: Take That
- Лучший рок-исполнитель: Aerosmith
- Лучший танцевальный исполнитель: The Prodigy
- Лучшая песня: Youssou N'Dour & Neneh Cherry, «7 Seconds»
- Лучший режиссёр: Марк Пеллингтон за клип Whale «Hobo Humpin' Slobo Babe»
- Лучшая обложка сингла: Gun, «Word Up»
- Лучший дебют: Crash Test Dummies
- Награда Free Your Mind: Amnesty International

## 1995
- Лучший исполнитель: Майкл Джексон
- Лучшая исполнительница: Бьорк
- Лучшая группа: U2
- Лучший рок-исполнитель: Bon Jovi
- Лучший танцевальный исполнитель: East 17
- Лучший концертный исполнитель: Take That
- Лучшая песня: The Cranberries, «Zombie»
- Лучший режиссёр: Мишель Гондри — Massive Attack «Protection»
- Лучший дебют: Dog Eat Dog
- Награда Free Your Mind: Greenpeace

## 1996
- Лучший исполнитель: Джордж Майкл
- Лучшая исполнительница: Аланис Мориссетт
- Лучшая группа: Oasis
- Лучший рок-исполнитель: The Smashing Pumpkins
- Лучший танцевальный исполнитель: The Prodigy
- Лучшая песня: Oasis, «Wonderwall»
- Выбор MTV: Backstreet Boys, «Get Down (You’re the One for Me)»
- Лучший дебют: Garbage
- Награда Free Your Mind: The Buddies & Carers of Europe

## 1997
- Лучший исполнитель: Джон Бон Джови
- Лучшая исполнительница: Джанет Джексон
- Лучшая группа: Spice Girls
- Лучший рок исполнитель: Oasis
- Лучший R&B исполнитель: Backstreet Boys
- Лучший рэп исполнитель: Уилл Смит
- Лучший альтернативный исполнитель: The Prodigy
- Лучший танцевальный исполнитель: The Prodigy
- Лучшее видео года:The Prodigy — Breathe
- Лучший концертный исполнитель: U2
- Лучшая песня: Hanson, «MMMBop»
- Выбор MTV: Backstreet Boys, «As Long As You Love Me»
- Лучший дебют: Hanson
- Награда Free Your Mind: Landmine Survivors Network

## 1998
- Лучший исполнитель: Робби Уильямс
- Лучшая исполнительница: Мадонна
- Лучшая группа: Spice Girls
- Лучший поп исполнитель: Spice Girls
- Лучший рок исполнитель: Aerosmith
- Лучший рэп исполнитель: Beastie Boys
- Лучший танцевальный исполнитель: The Prodigy
- Лучшая песня: Натали Имбрулия, «Torn»
- Лучшее видео: Massive Attack, «Tear Drop»
- Лучший альбом: Мадонна, Ray of Light
- Лучший дебют: All Saints
- Награда Free Your Mind: B92[англ.] (independent Serbian radio station)
- Лучший немецкий исполнитель: Thomas D & Franka Potente
- Лучший скандинавский исполнитель: Eagle Eye Cherry
- Лучший южноевропейский исполнитель: Bluvertigo
- Лучший британский-ирландский исполнитель: 5ive

## 1999
- Лучший исполнитель: Уилл Смит
- Лучшая исполнительница: Бритни Спирс
- Лучшая группа: Backstreet Boys
- Лучший поп исполнитель: Бритни Спирс
- Лучший рок исполнитель: The Offspring
- Лучший R&B исполнитель: Уитни Хьюстон
- Лучший хип-хоп исполнитель: Эминем
- Лучший танцевальный исполнитель: Fatboy Slim
- Лучшая песня: Бритни Спирс, «…Baby One More Time»
- Лучшее видео: Blur, «Coffee & TV»
- Лучший альбом: Boyzone, By Request
- Лучший дебют: Бритни Спирс
- Награда Free Your Mind: Боно
- Лучший немецкий исполнитель: Ксавьер Найду
- Лучший британский-ирландский исполнитель: Boyzone (Daily Edition)
- Лучший скандинавский исполнитель: Лене Марлин
- Лучший итальянский исполнитель: Elio e le Storie Tese

## 2000
- Лучший исполнитель: Ricky Martin
- Лучшая исполнительница: Madonna
- Лучшая группа: Backstreet Boys
- Лучший поп исполнитель: All Saints
- Лучший рок исполнитель: Red Hot Chili Peppers
- Лучший R&B исполнитель: Jennifer Lopez
- Лучший хип-хоп исполнитель: Eminem
- Лучший танцевальный исполнитель: Madonna
- Лучшая песня: Robbie Williams, «Rock DJ»
- Лучшее видео: Moby, «Natural Blues» (Режиссёр: David La Chapelle)
- Лучший альбом: Eminem, The Marshall Mathers LP
- Лучший новый исполнитель: Blink 182
- Награда Free Your Mind: Otpor
- Лучший голландский исполнитель: Kane
- Лучший французский исполнитель: Modjo
- Лучший немецкий исполнитель: Guano Apes
- Лучший итальянский исполнитель: Subsonica
- Лучший скандинавский исполнитель: Bomfunk MC's
- Лучший польский исполнитель: Kazik
- Лучший испанский исполнитель: Dover
- Лучший британский-ирландский исполнитель: Westlife

## 2001
- Лучший исполнитель: Robbie Williams
- Лучшая исполнительница: Jennifer Lopez
- Лучшая группа: Limp Bizkit
- Лучший поп исполнитель: Anastacia
- Лучший рок исполнитель: Blink 182
- Лучший R&B исполнитель: Craig David
- Лучший хип-хоп исполнитель: Eminem
- Лучший танцевальный исполнитель: Gorillaz
- Веб-награда: Limp Bizkit «www.limpbizkit.com»
- Лучшая песня: Gorillaz, «Clint Eastwood»
- Лучшее видео: The Avalanches, «Since I Left You» (Режиссёр: Rob Legatt и Leigh Marling, Blue Source)
- Лучший альбом: Limp Bizkit, Chocolate Starfish And The Hot Dog Flavored Water
- Лучший дебют: Dido
- Награда Free Your Mind: Treatment Action Campaign (TAC)
- Лучший голландский исполнитель: Kane
- Лучший французский исполнитель: Manu Chao
- Лучший немецкий исполнитель: Samy Deluxe
- Лучший итальянский исполнитель: Elisa
- Лучший скандинавский исполнитель: Safri Duo
- Лучший польский исполнитель: Kasia Kowalska
- Лучший русский исполнитель: Алсу
- Лучший испанский исполнитель: La Oreja de Van Gogh
- Лучший британский-ирландский исполнитель: Craig David

## 2002
- Лучший исполнитель: Eminem
- Лучшая исполнительница: Jennifer Lopez
- Лучшая группа: Linkin Park
- Лучший поп исполнитель: Kylie Minogue
- Лучший рок исполнитель: Red Hot Chili Peppers
- Лучший хардрок исполнитель: Linkin Park
- Лучший R&B исполнитель: Alicia Keys
- Лучший хип-хоп исполнитель: Eminem
- Лучший танцевальный исполнитель: Kylie Minogue
- Лучший концертный исполнитель: Red Hot Chili Peppers
- Веб-награда: Moby «www.moby.com»
- Лучшая песня: Pink, «Get the Party Started»
- Лучшее видео: Röyksopp, «Remind Me»
- Лучший альбом: Eminem, The Eminem Show
- Лучший новый исполнитель: The Calling
- Награда Free Your Mind: Football Against Racism in Europe (FARE)
- Лучший голландский исполнитель: Brainpower
- Лучший французский исполнитель: Indochine
- Лучший немецкий исполнитель: Xavier Naidoo
- Лучший итальянский исполнитель: Subsonica
- Лучший скандинавский исполнитель: Kent
- Лучший польский исполнитель: Myslovitz
- Лучший португальский исполнитель: Blind Zero
- Лучший румынский исполнитель: Animal X
- Лучший русский исполнитель: Дискотека Авария
- Лучший испанский исполнитель: Amaral
- Лучший британский-ирландский исполнитель: Coldplay

## 2003
- Лучший исполнитель: Джастин Тимберлейк
- Лучшая исполнительница: Christina Aguilera
- Лучшая группа: Coldplay
- Лучший поп исполнитель: Джастин Тимберлейк
- Лучший рок исполнитель: The White Stripes
- Лучший R&B исполнитель: Beyoncé
- Лучший хип-хоп исполнитель: Eminem
- Лучший танцевальный исполнитель: Panjabi MC
- Веб-награда: Goldfrapp «www.goldfrapp.co.uk»
- Лучшая песня: Beyonce feat. Jay-Z
- Лучшее видео: Sigur Ros, «Untitled 1»
- Лучший альбом: Джастин Тимберлейк, Justified
- Лучший новый исполнитель: Sean Paul
- Награда Free Your Mind: Aung San Suu Kyi (Politics)
- Лучший голландский исполнитель: Tiesto
- Лучший французский исполнитель: KYO
- Лучший немецкий исполнитель: Die Ärzte
- Лучший итальянский исполнитель: Gemelli Diversi
- Лучший скандинавский исполнитель: The Rasmus
- Лучший польский исполнитель: Myslovitz
- Лучший португальский исполнитель: Blind Zero
- Лучший румынский исполнитель: AB4
- Лучший русский исполнитель: Глюк'Oza
- Лучший испанский исполнитель: El Canto del Loco
- Лучший исполнитель MTV2 — британский-ирландский: The Darkness

## 2004
- Лучший исполнитель: Usher
- Лучшая исполнительница: Britney Spears
- Лучшая группа: Outkast
- Лучший поп исполнитель: Black Eyed Peas
- Лучший рок исполнитель: Linkin Park
- Лучший R&B исполнитель: Alicia Keys
- Лучший хип-хоп исполнитель: D12
- Лучший альтернативный исполнитель: Muse
- Лучшая песня: Outkast, «Hey Ya!»
- Лучшее видео: Outkast «Hey Ya!»
- Лучший альбом: Usher, Confessions
- Лучший новый исполнитель: Maroon 5
- Награда Free Your Mind: La Strada

### Региональные награды
- Лучший датский-бельгийский исполнитель: Kane
- Лучший французский исполнитель: Дженифер
- Лучший немецкий исполнитель: Beatsteaks
- Лучший итальянский исполнитель: Тициано Ферро
- Лучший скандинавский исполнитель: The Hives
- Лучший польский исполнитель: Sistars
- Лучший португальский исполнитель: Da Weasel
- Лучший румынский исполнитель: Ombladon featuring Raku
- Лучший русский исполнитель: Звери
- Лучший испанский исполнитель: Enrique Bunbury
- Лучший исполнитель MTV2 — британский-ирландский: Muse

## 2005
- Лучший исполнитель: Robbie Williams
- Лучшая исполнительница: Shakira
- Лучшая группа: Gorillaz
- Лучший поп исполнитель: Black Eyed Peas
- Лучший рок исполнитель: Green Day
- Лучший R&B исполнитель: Alicia Keys
- Лучший хип-хоп исполнитель: Snoop Dogg
- Лучший альтернативный исполнитель: System of a Down
- Лучшая песня: Coldplay, «Speed Of Sound»
- Лучшее видео: The Chemical Brothers, «Believe»
- Лучший альбом: Green Day, American Idiot
- Лучший новый исполнитель: James Blunt
- Награда Free Your Mind: Bob Geldof

### Региональные награды
- Лучший адриатический исполнитель: Siddharta (Словения)
- Лучший африканский исполнитель: 2 face Idibia
- Лучший датский исполнитель: Mew
- Лучший голландский-бельгийский исполнитель: Анаук
- Лучший финский исполнитель: The Rasmus
- Лучший французский исполнитель: Superbus
- Лучший немецкий исполнитель: Rammstein
- Лучший итальянский исполнитель: Negramaro
- Лучший норвежский исполнитель: Turbonegro
- Лучший польский исполнитель: Sistars
- Лучший португальский исполнитель: The Gift
- Лучший испанский исполнитель: El Canto del Loco
- Лучший шведский исполнитель: Moneybrother
- Лучший румынский исполнитель: Voltaj
- Лучший русский исполнитель: Дима Билан
- Лучший британский-ирландский исполнитель: Coldplay

## 2006
- Лучший исполнитель: Джастин Тимберлейк
- Лучшая исполнительница: Christina Aguilera
- Лучшая группа: Depeche Mode
- Лучший поп исполнитель: Джастин Тимберлейк
- Лучший рок исполнитель: The Killers
- Лучший R&B исполнитель: Rihanna
- Лучший хип-хоп исполнитель: Канье Уэст
- Лучший альтернативный исполнитель: Muse
- Лучшая песня: Gnarls Barkley, «Crazy»
- Лучшее видео: Justice vs Simian, «We Are Your Friends»
- Лучший альбом: Red Hot Chili Peppers, Stadium Arcadium
- Звук будущего: Gnarls Barkley

### Региональные награды
- Лучший адриатический исполнитель: Aleksandra Kovač (Сербия)
- Лучший африканский исполнитель: Freshlyground (Южная Африка)
- Лучший исполнитель Балтики: Brainstorm (Латвия)
- Лучший датский исполнитель: Outlandish
- Лучший голландский-бельгийский исполнитель: Анаук (Нидерланды)
- Лучший финский исполнитель: Poets of the Fall
- Лучший французский исполнитель: Diam's
- Лучший немецкий исполнитель: Bushido
- Лучший итальянский исполнитель: Finley
- Лучший норвежский исполнитель: Marit Larsen
- Лучший польский исполнитель: Blog 27
- Лучший португальский исполнитель: Moonspell
- Лучший румынский исполнитель: DJ Project
- Лучший русский исполнитель: Дима Билан
- Лучший испанский исполнитель: La Excepción
- Лучший шведский исполнитель: Snook
- Лучший британский-ирландский исполнитель: The Kooks (Великобритания)

## 2007
- Лучшая песня: Avril Lavigne, «Girlfriend»
- Лучшее видео: Justice, «D.A.N.C.E»
- Лучший альбом: Нелли Фуртадо, «Loose»
- Лучший исполнитель: Avril Lavigne
- Лучшая группа: Linkin Park
- Новый Звук Европы: Bedwetters
- Лучший рок исполнитель: 30 Seconds to Mars
- Лучший в стиле Urban: Rihanna
- Лучший артист: Avril Lavigne
- Лучший Интернациональный Артист: Tokio Hotel

### Региональные награды
- Лучший британский-ирландский исполнитель: Muse
- Лучший немецкий исполнитель: Bushido
- Лучший датский исполнитель: Nephew
- Лучший финский исполнитель: Negative
- Лучший норвежский исполнитель: El Axel
- Лучший шведский исполнитель: Neverstore
- Лучший итальянский исполнитель: J-Ax
- Лучший голландский-бельгийский исполнитель: Within Temptation (Нидерланды)
- Лучший французский исполнитель: Justice
- Лучший польский исполнитель: Doda (Польша)
- Лучший испанский исполнитель: Violadores del Verso
- Лучший русский исполнитель: Дима Билан
- Лучший румынский-молдавский исполнитель: Andrea Banica
- Лучший португальский исполнитель: Da Weasel
- Лучший адриатический исполнитель: Van Gogh (Сербия)
- Лучший балтийский исполнитель: Jurga (Литва)
- Лучший арабский исполнитель: Rashed Al-Majed (Саудовская Аравия)
- Лучший венгерский исполнитель: Ákos
- Лучший турецкий исполнитель: Ceza
- Лучший украинский исполнитель: Lama
- Лучший африканский исполнитель: D'banj (Нигерия)
- Выбор исполнителей: Amy Winehouse
- Награда Free Your Mind: Anton Abele

## 2008
- Лучший исполнитель: Britney Spears
- Лучший альбом: Britney Spears, «Blackout»
- Лучший хедлайнер: Tokio Hotel
- Самая приставучая песня: Pink, «So What»
- Лучший исполнитель всех времен: Rick Astley
- Величайшая легенда: Paul McCartney
- Лучший новый исполнитель: Katy Perry
- Лучший в стиле Urban: Канье Уэст
- Лучший рок исполнитель: 30 Seconds to Mars
- Европейский любимец: Emre Aydin (Турция)
- Лучшее видео: 30 Seconds to Mars, «A Beautiful Lie»

### Региональные награды
- Лучший британский-ирландский исполнитель: Leona Lewis
- Лучший немецкий исполнитель: Fettes Brot
- Лучший датский исполнитель: Suspekt
- Лучший финский исполнитель: Nightwish
- Лучший норвежский исполнитель: Erik & Kriss
- Лучший шведский исполнитель: Neverstore
- Лучший итальянский исполнитель: Finley
- Лучший голландский-бельгийский исполнитель: De Jeugd Van Tegenwoordig (Нидерланды)
- Лучший французский исполнитель: Zaho
- Лучший польский исполнитель: Feel
- Лучший испанский исполнитель: Amaral
- Лучший русский исполнитель: Дима Билан
- Лучший румынский-молдавский исполнитель: Morandi
- Лучший португальский исполнитель: Buraka Som Sistema
- Лучший адриатический исполнитель: Laka (Босния)
- Лучший балтийский исполнитель: Happyendless (Литва)
- Лучший венгерский исполнитель: Gonzo
- Лучший турецкий исполнитель: Emre Aydın
- Лучший украинский исполнитель: Quest Pistols
- Лучший греческий исполнитель: Stereo Mike
- Лучший израильский исполнитель: Шири Маймон

## 2009
- Лучший новый артист: Lady Gaga
- Лучший европейский артист: maNga
- Лучшая песня: Beyonce — Halo
- Лучшее живое выступление: U2
- Лучшая группа: Tokio Hotel
- Лучшая исполнительница: Beyonce
- Лучший исполнитель: Eminem
- Лучший урбан артист: Jay-Z
- Лучшая рок-группа: Green Day
- Лучшая альтернативная группа: Placebo
- Лучшее видео: Beyonce — Single Ladies
- Выбор Интернета: Pixie Lott
- Лучший живой концерт: Linkin Park

## 2010
- Лучшая рок-группа: 30 Seconds to Mars
- Лучшая альтернативная группа: Paramore
- Лучший поп-артист: Lady Gaga
- Лучший хип-хоп/рэп артист: Eminem
- Лучшее живое выступление: Linkin Park
- Лучшая песня: Lady Gaga — Bad Romance
- Лучший певец: Justin Bieber
- Лучшая певица: Lady Gaga
- Лучший клип: Кэти Перри «California Girls»
- Прорыв года: Justin Bieber
- Лучшее выступление в рамках «MTV World Stage»: Tokio Hotel
- Лучший европейский артист Marco Mengoni
- Глобальная икона: Bon Jovi
- Награда Free Your Mind: Shakira
- Лучший новый артист: Kesha
- Лучший артист Push: Justin Bieber

### Региональные награды
Лучший новый артист Великобритании и Ирландии: Marina and the Diamonds

Лучший немецкий артист: Зидо

Лучший датский артист: Расмус Себах

Лучший финский артист: Stam1na

Лучший норвежский артист: Karpe Diem

Лучший шведский артист: Swedish House Mafia

Лучший итальянский артист: Marco Mengoni

Лучший российский артист: Дима Билан

Лучший украинский артист: Макс Барских

Лучший испанский артист: Enrique Iglesias

## 2011
- Лучшая рок-группа: Linkin Park
- Лучшая песня: Леди Гага — «Born This Way»
- Лучшее живое выступление: Кэти Перри
- Лучший поп-артист: Бритни Спирс
- Лучший новый артист: Бруно Марс
- Лучшая исполнительница: Леди Гага
- Лучший исполнитель: Джастин Бибер
- Лучший хип-хоп/рэп артист: Эминем
- Лучшее видео: Леди Гага — «Born This Way»
- Лучшая альтернативная группа: 30 Seconds to Mars
- Лучшее выступление в рамках проекта «World Stage»: 30 Seconds to Mars
- Прорыв года: Бруно Марс
- Лучшая фанатская поддержка: Леди Гага
- Лучший международный артист:  Big Bang

## 2012
- Лучшие фанаты: One Direction
- Лучшая певица: Taylor Swift
- Лучшая песня: Carly Rae Jepsen — Call Me Maybe
- Лучший певец: Justin Bieber
- Лучший хип-хоп артист: Nicki Minaj
- Лучший танцевальный исполнитель: David Guetta
- Лучшее живое выступление: Taylor Swift
- Лучший образ: Taylor Swift
- Лучший новый артист: One Direction
- Лучший альтернативный артист: Lana Del Rey
- Лучшее выступление в рамках проекта «World Stage»: Justin Bieber
- Прорыв года: Carly Rae Jepsen
- Лучший клип: PSY — Gangnam Style
- Лучший поп-артист: Justin Bieber
- Лучшая рок-группа: Linkin Park
- Лучший международный артист:  Han Geng

## 2013
- Лучшая песня: Bruno Mars — Locked Out Of Heaven
- Лучший поп-артист: One Direction
- Лучшая исполнительница: Katy Perry
- Лучший исполнитель: Justin Bieber
- Лучшее живое выступление: Beyonce
- Лучший новый артист: Macklemore & Ryan Lewis
- Лучшая рок-группа: Green Day
- Лучшая альтернативная группа: 30 Seconds To Mars
- Лучший хип-хоп проект: Eminem
- Лучший электронный проект: Avicii
- Лучший образ: Harry Styles
- Прорыв года: Austin Mahone
- Лучшее выступление в рамках проекта World Stage: Linkin Park
- Лучший международный артист: Chris Lee
- Лучшая фанатская поддержка: Tokio Hotel
- Лучшее видео: Miley Cyrus — Wrecking Ball

## 2014
- Лучшая песня: Ariana Grande feat. Iggy Azalea — «Problem»
- Лучший поп-артист: One Direction
- Лучшая исполнительница: Ariana Grande
- Лучший исполнитель: Justin Bieber
- Лучшее живое выступление: One Direction
- Лучший новый артист: 5 Seconds of Summer
- Лучшая рок-группа: Linkin Park
- Лучшая альтернативная группа: 30 Seconds To Mars
- Лучший хип-хоп проект: Nicki Minaj
- Лучший электронный проект: Calvin Harris
- Лучший образ: Katy Perry
- Прорыв года: 5 Seconds of Summer
- Лучшее выступление в рамках проекта World Stage: Enrique Iglesias
- Лучший международный артист: Bibi Zhou
- Лучшая фанатская поддержка: One Direction
- Лучшее видео: Katy Perry feat. Juicy J — Dark Horse

## 2015
- Лучшая песня: Тейлор Свифт и Кендрик Ламар — «Bad Blood»
- Лучший поп-артист: One Direction
- Лучшая исполнительница: Рианна
- Лучший исполнитель: Джастин Бибер
- Лучшее живое выступление: Эд Ширан
- Лучший новый артист: Шон Мендес
- Лучшая рок-группа: Coldplay
- Лучшая альтернативный артист: Лана Дель Рей
- Лучший хип-хоп проект: Ники Минаж
- Лучший электронный проект: Мартин Гаррикс
- Лучший образ: Джастин Бибер
- Прорыв года: Шон Мендес
- Лучшее выступление в рамках проекта World Stage: Эд Ширан
- Лучший международный артист:  Марко Менгони
- Лучшая фанатская поддержка: Джастин Бибер
- Лучшее видео: Macklemore & Райан Льюис — «Downtown»
- Лучшая совместная работа: Скриллекс & Diplo feat. Джастин Бибер — «Where are U now»

## 2016
- Лучшая песня: Джастин Бибер — «Sorry»
- Лучший поп-артист: Fifth Harmony
- Лучшая исполнительница: Lady Gaga
- Лучший исполнитель: Шон Мендес
- Лучшее живое выступление: Twenty One Pilots
- Лучший новый артист: Zara Larsson
- Лучшая рок-группа: Coldplay
- Лучшая альтернативный артист: Twenty One Pilots
- Лучший хип-хоп проект: Drake
- Лучший электронный проект: Мартин Гаррикс
- Лучший образ: Lady Gaga
- Прорыв года: DNCE
- Лучшее выступление в рамках проекта World Stage: Мартин Гаррикс
- Лучшая фанатская поддержка: Джастин Бибер
- Лучшее видео: The Weeknd feat. Daft Punk — «Starboy»

## 2017
- Лучшая песня: Шон Мендес — «There’s Nothing Holdin' Me Back»
- Лучший поп-артист: Камила Кабельо
- Лучший хип-хоп артист: Эминем
- Лучшая рок-группа: Coldplay
- Лучшая альтернативная группа: Thirty Seconds To Mars
- Лучшее музыкальное видео: Кендрик Ламар — «Humble»
- Лучший стиль: Зейн Малик
- Лучший новый исполнитель: Дуа Липа
- Лучшая фанатская поддержка: Шон Мендес
- Лучшее живое исполнение: Эд Ширан
- Лучший электронный проект: Давид Гетта

## 2018
- Лучшая песня: Камила Кабельо — «Havana» (при участии Янг Таг)
- Лучший поп-артист: Дуа Липа
- Лучший хип-хоп артист: Ники Минаж
- Лучшая рок-группа: 5 Seconds of Summer
- Лучшая альтернативная группа: Panic! At the Disco
- Лучшее музыкальное видео: Камила Кабельо — «Havana» (при участии Янг Таг)
- Лучший стиль: Ники Минаж
- Лучший новый исполнитель: Карди Би
- Лучшая фанатская поддержка: BTS
- Лучшее живое исполнение: Шон Мендес
- Лучший электронный проект: Marshmello
- Лучший артист: Камила Кабельо
- Лучший прорыв: Грейс Вандервол
- Лучшее выступление в рамках проекта World Stage: Алессия Кара

## 2019
- Лучшая песня: Билли Айлиш — bad guy
- Лучшая коллаборация: Росалия и Джей Бальвин при участии Эль Гуинчо — Con Altura
- Лучшая группа: BTS
- Лучший поп-артист: Холзи
- Лучший хип-хоп артист: Ники Минаж
- Лучшая рок-группа: Green Day
- Лучшая альтернативный артист: FKA Twigs
- Лучшее музыкальное видео: Тейлор Свифт при участии Брендона Ури — Me!
- Лучший стиль: Холзи
- Лучший новый исполнитель: Билли Айлиш
- Лучшая фанатская поддержка: BTS
- Лучшее живое исполнение: BTS
- Лучший электронный проект: Мартин Гаррикс
- Лучший артист: Шон Мендес
- Лучший прорыв: Эйва Макс
- Лучшее выступление в рамках проекта World Stage: Muse

## 2020
- Лучший артист: Леди Гага
- Лучшая песня: BTS — Dynamite
- Лучшее музыкальное видео: DJ Khaled ft. Drake — Popstar (starring Justin Bieber)
- Лучшая коллаборация: Karol G — Tusa ft. Nicki Minaj
- Лучший поп-артист: Little Mix
- Лучшая группа: BTS
- Лучший новый исполнитель: Доджа Кэт
- Лучшая фанатская база: BTS
- Лучший латинский артист: Karol G
- Лучший рок-артист (группа): Coldplay
- Лучший хип-хоп артист: Карди Би
- Лучший электронный проект: David Guetta
- Лучший альтернативный артист: Hayley Williams
- Видео с хорошим посылом: H.E.R — I Can’t Breathe
- Прорыв года: YUNGBLUD
- Лучшее виртуальное выступление: BTS

## 2021
- Лучшая песня: Ed Sheeran — «Bad Habits»
- Лучшее музыкальное видео: Lil Nas X — «Montero (Call Me By Your Name)»
- Лучший артист: Ed Sheeran
- Лучшая коллаборация: Doja Cat (featuring SZA) — «Kiss Me More»
- Лучшая группа: BTS
- Лучший новый исполнитель: Saweetie
- Лучший поп-исполнитель: BTS
- Лучший рок-исполнитель: Måneskin
- Лучший альтернативный исполнитель: Yungblud
- Лучший электронный исполнитель: David Guetta
- Лучший хип-хоп-исполнитель: Nicki Minaj
- Лучший латинский исполнитель: Maluma
- Лучший K-pop-исполнитель: BTS
- Прорыв года: Olivia Rodrigo
- Видео с позитивным посылом: Billie Eilish — «Your Power»
- Лучшая фанатская база: BTS

## 2022
- Лучшая песня: Nicki Minaj — «Super Freaky Girl»
- Лучшее музыкальное видео: Taylor Swift — «All Too Well: The Short Film»
- Лучший артист: Taylor Swift
- Лучшая коллаборация: David Guetta and Bebe Rexha — «I’m Good (Blue)»
- Лучший новый исполнитель: Seventeen
- Лучший поп-исполнитель: Taylor Swift
- Лучший рок-исполнитель: Muse
- Лучший альтернативный исполнитель: Gorillaz
- Лучший электронный исполнитель: David Guetta
- Лучший хип-хоп-исполнитель: Nicki Minaj
- Лучший R&B-исполнитель: Chlöe
- Лучший латинский исполнитель: Anitta
- Лучший K-pop-исполнитель: Lisa
- Лучшее живое выступление: Harry Styles
- Прорыв года: Seventeen
- Лучшее длинное видео: Taylor Swift — «All Too Well: The Short Film»
- Лучшее выступление в метавселенной: Blackpink — «Blackpink x PUBG 2022 In-Game Concert: The Virtual»
- Видео с позитивным посылом: Sam Smith feat. Kim Petras — «Unholy»
- Лучшая фанатская база: BTS

## 2023
- Лучшая песня: Jung Kook featuring Latto — «Seven»
- Лучшее музыкальное видео: Taylor Swift — «Anti-Hero»
- Лучший артист: Taylor Swift
- Лучшая коллаборация: Karol G and Shakira — «TQG»
- Лучший новый исполнитель: Peso Pluma
- Лучшая группа: без победителя
- Лучший поп-исполнитель: Billie Eilish
- Лучший рок-исполнитель: Måneskin
- Лучший альтернативный исполнитель: Lana Del Rey
- Лучший электронный исполнитель: David Guetta
- Лучший хип-хоп-исполнитель: Nicki Minaj
- Лучший R&B-исполнитель: Chris Brown
- Лучший латинский исполнитель: Anitta
- Лучший K-pop-исполнитель: Jungkook
- Лучший афробитс-исполнитель: Rema
- Лучшее живое выступление: Taylor Swift
- Прорыв года: Tomorrow X Together
- Лучшая фанатская база: без победителя

## 2024
- Лучшая песня: Sabrina Carpenter — «Espresso»
- Лучшее музыкальное видео: Taylor Swift featuring Post Malone — «Fortnight»
- Лучший артист: Taylor Swift
- Лучшая коллаборация: Lisa featuring Rosalía — «New Woman»
- Лучший новый исполнитель: Benson Boone
- Лучший поп-исполнитель: Ariana Grande
- Лучший рок-исполнитель: Liam Gallagher
- Лучший альтернативный исполнитель: Imagine Dragons
- Лучший электронный исполнитель: Calvin Harris
- Лучший хип-хоп-исполнитель: Eminem
- Лучший R&B-исполнитель: Tyla
- Лучший латинский исполнитель: Peso Pluma
- Лучший K-pop-исполнитель: Jimin
- Лучший афробитс-исполнитель: Tyla
- Лучшее живое выступление: Taylor Swift
- Прорыв года: Le Sserafim
- Лучшая фанатская база: Lisa